# Туризм в Московской области
Туризм в Московской области — часть туризма в России на территории Московской области.
Государственное управление туризмом в области осуществляет Комитет по туризму Московской области. Московская область является одним из регионов лидеров Внутреннего туризма в России. Туристический потенциал Московской области составляет не менее 20 % туристских ресурсов России.
Основным видом туризма в области является культурно-познавательный туризм, который 63,5 % в структуре туристского потока.

## История развития туризма в Московской области
В 1997 году был принят Закон Московской области от 11.12.1997 № 67 / 97-ОЗ «О туристской деятельности в Московской области», в котором туристская деятельность была признана
одной из приоритетных отраслей экономики Московской области и определены принципы и цели государственного регулирования туристской деятельности в Московской области.
В 2010 году объём платных туристических услуг населению превысил 1 миллиард рублей
Была разработана «Концепция развития туризма в Московской области на период до 2020 года». В концепции определяются 33 «объекта притяжения» туристов, которые распределены по четырём опорным туристско-рекреационным зонам. К данным объектам отнесены:
1. Троице-Сергиева лавра;
2. Государственный дом-музей П. И. Чайковского;
3. Клинско-Дмитровская гряда;
4. Музей-заповедник «Дмитровский кремль»;
5. Канал имени Москвы;
6. Музей-заповедник Д. И. Менделеева (усадьба Боблово);
7. Музей-заповедник А. А. Блока (усадьба Шахматово);
8. Музей-заповедник «Усадьба Мураново»;
9. Усадьба Абрамцево;
10. Сенежское озеро;
11. Клязьминское и Пироговское водохранилища;
12. Саввино-Сторожевский монастырь;
13. Бородинский военно-исторический музей-заповедник;
14. Иосифо-Волоцкий монастырь;
15. Новоиерусалимский монастырь и музейный комплекс в г. Истра;
16. Волоколамский кремль;
17. Мемориальный музей Зои Космодемьянской;
18. Музей бронетанкового вооружения и техники в Кубинке;
19. Историко-литературный государственный музей-заповедник А. С. Пушкина (усадьбы Вяземы и Захарово);
20. Музей-заповедник А. П. Чехова «Мелихово»;
21. Усадьба Лопасня-Зачатьевское;
22. Приокско-Террасный заповедник;
23. Ансамбль Коломенского кремля и г. Коломна;
24. Ансамбль Зарайского кремля и г. Зарайск;
25. с. Дединово;
26. Вознесенская Давидова пустынь;
27. Пущинская радиоастрономическая обсерватория;
28. Церковь Знамения пресвятой Богородицы в Дубровицах;
29. Серпуховский историко-художественный музей;
30. Государственный Военно-технический музей в Черноголовке;
31. Морозовские места;
32. Павловопосадская платочная мануфактура;
33. Зимний театр в Орехово-Зуево.

В 2013 году Постановлением Правительства Московской области от 23.08.2013 № 654/33 была утверждена государственная программа «Культура Подмосковья» на 2014—2018 годы, включая подпрограмму «Развитие туризма в Московской области», направленная на повышение конкурентоспособности туристского рынка Московской области, развитие рынка туристских услуг на территории Московской области, продвижение туристского продукта, развитие туристской инфраструктуры.
В 2013 году на территории Московской области действовало свыше 180 гостиниц и более 800 турфирм. Всего в сфере туризма в Московской области действовало 1 480 предприятий туристической индустрии и 561 средство коллективного размещения.
В 2014 году на основании распоряжения Губернатора Московской области Воробьева А. Ю. был создан координационный совет по развитию детского туризма для согласованных действий органов исполнительной власти и органов местного самоуправления, общественных, научных и других организаций в области развития детского туризма. Под конец 2016 года было разработано 220 экскурсионных и туристских маршрутов в Московской области для посещения детьми и молодежью.
По состоянию на 2016 год в Подмосковье находилось более 2,5 тысячи объектов туристского показа, действовало 72 муниципальных парка, 32 горнолыжных комплекса, 79 яхт-клубов, 164 конноспортивных клуба, 115 пляжей,
15 гольф-клубов, 7 аэроклубов, 11 пейнтбольных клубов.
В 2018 году Московская область стала лидером «Национального рейтинга туристических брендов», подготовленного центром информационных коммуникаций «Рейтинг».
Специалистами Комитета по туризму была разработана концепция развития туризма в Московской области на период до 2024 года.
Одним из крупнейших проектов в сфере туризма является строительство тематического парка «Россия» в городском округе Домодедово. Важнейшей проблемой туристической сферы в Московской области является недостаточное развитие туристической инфраструктуры — в частности, недостаточное количество объектов питания, хороших подъездных путей к достопримечательностям, малое использование историко-культурного потенциала исторических городов Московской области в целях туризма.

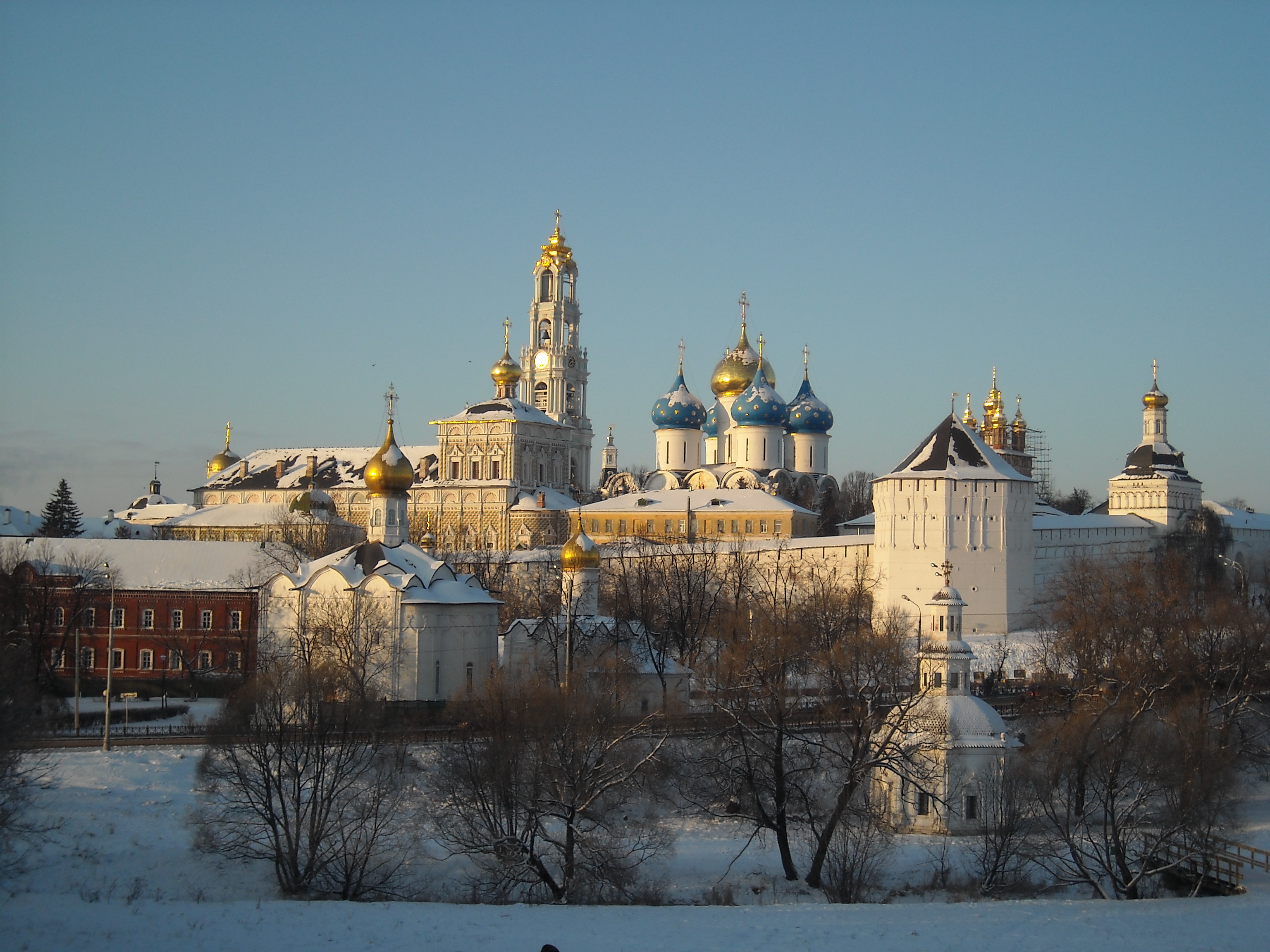
Троице-Сергиева лавра
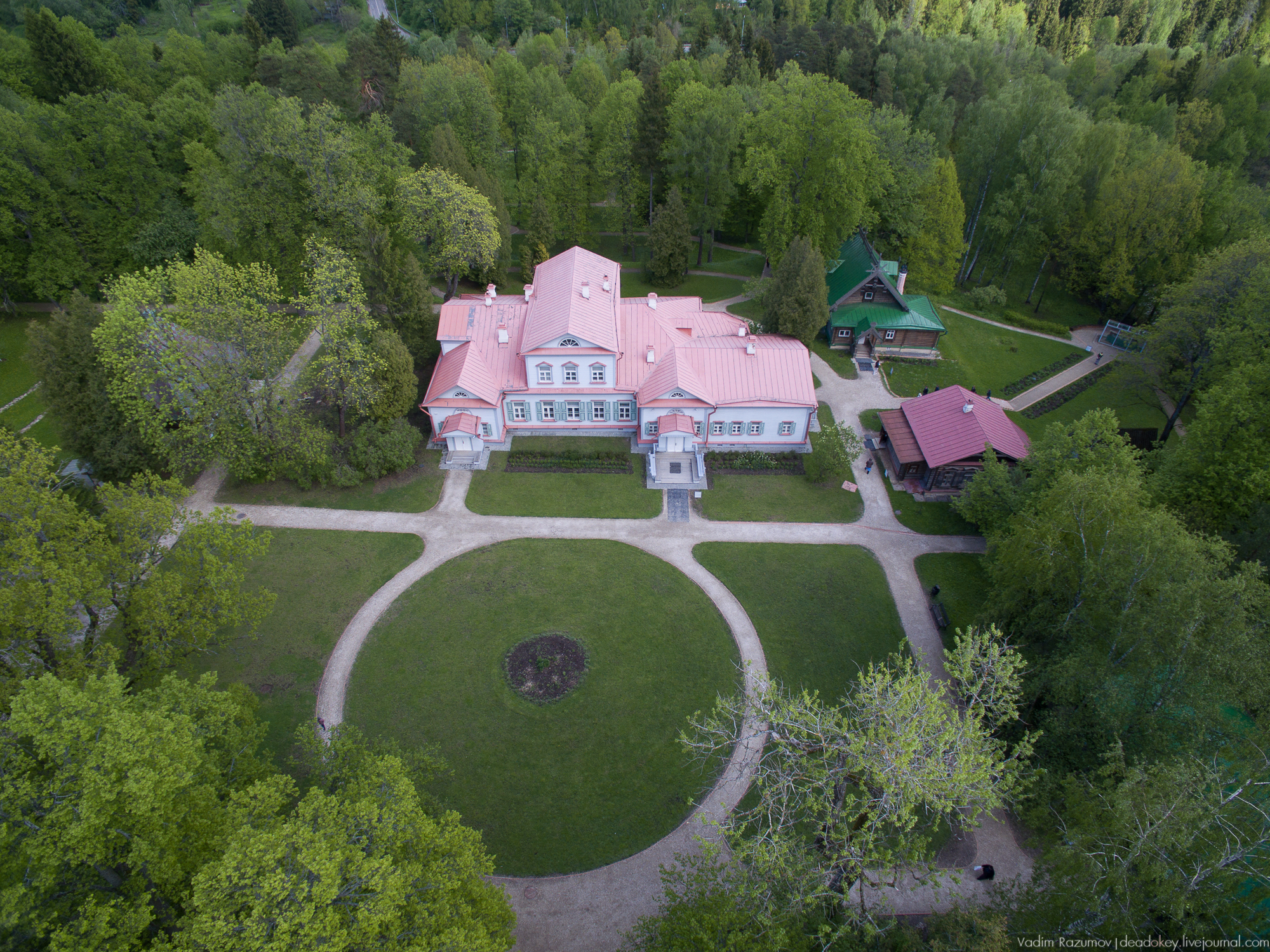
Усадьба Абрамцево в Сергиево-Посадском районе
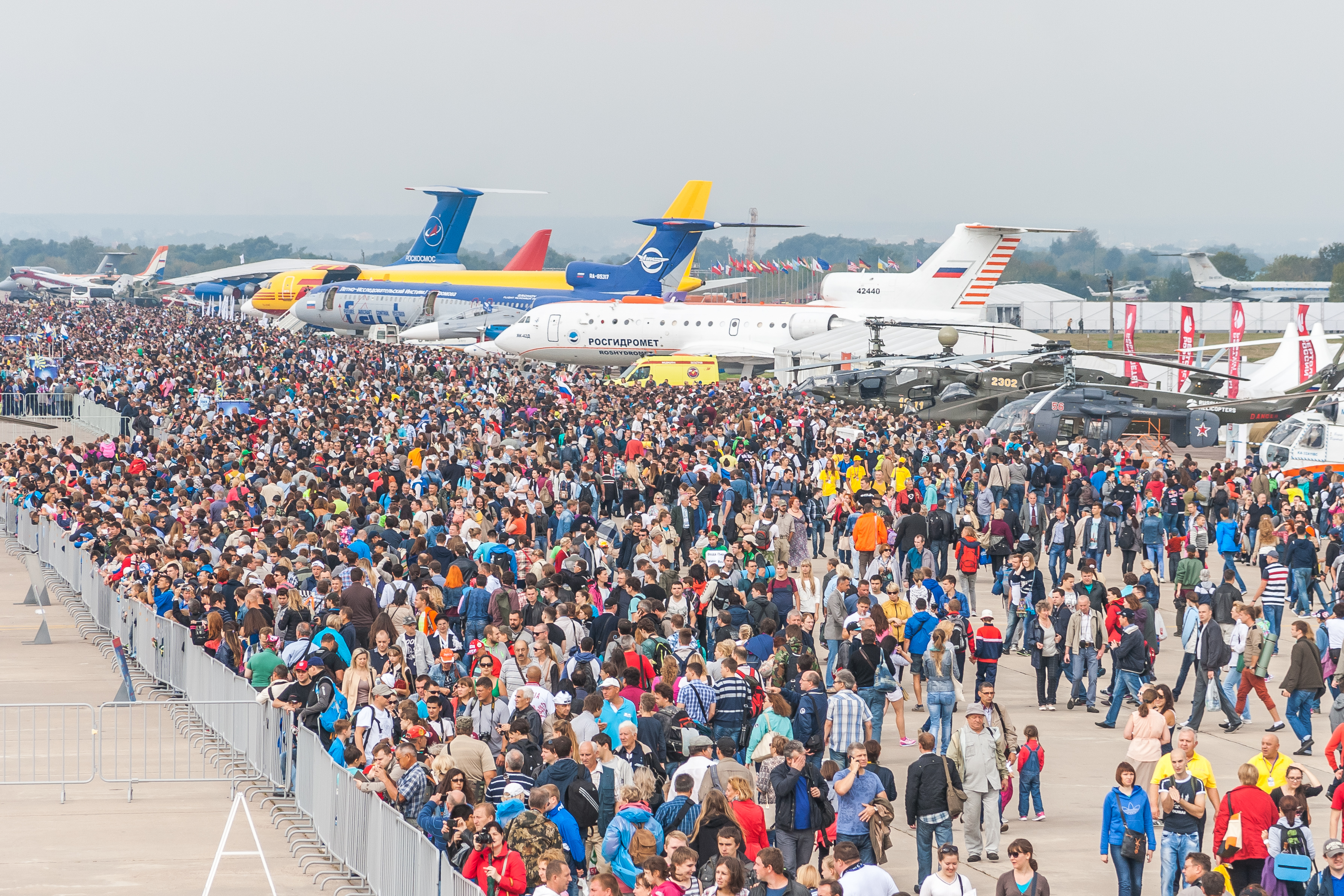
Международный авиационно-космический салон
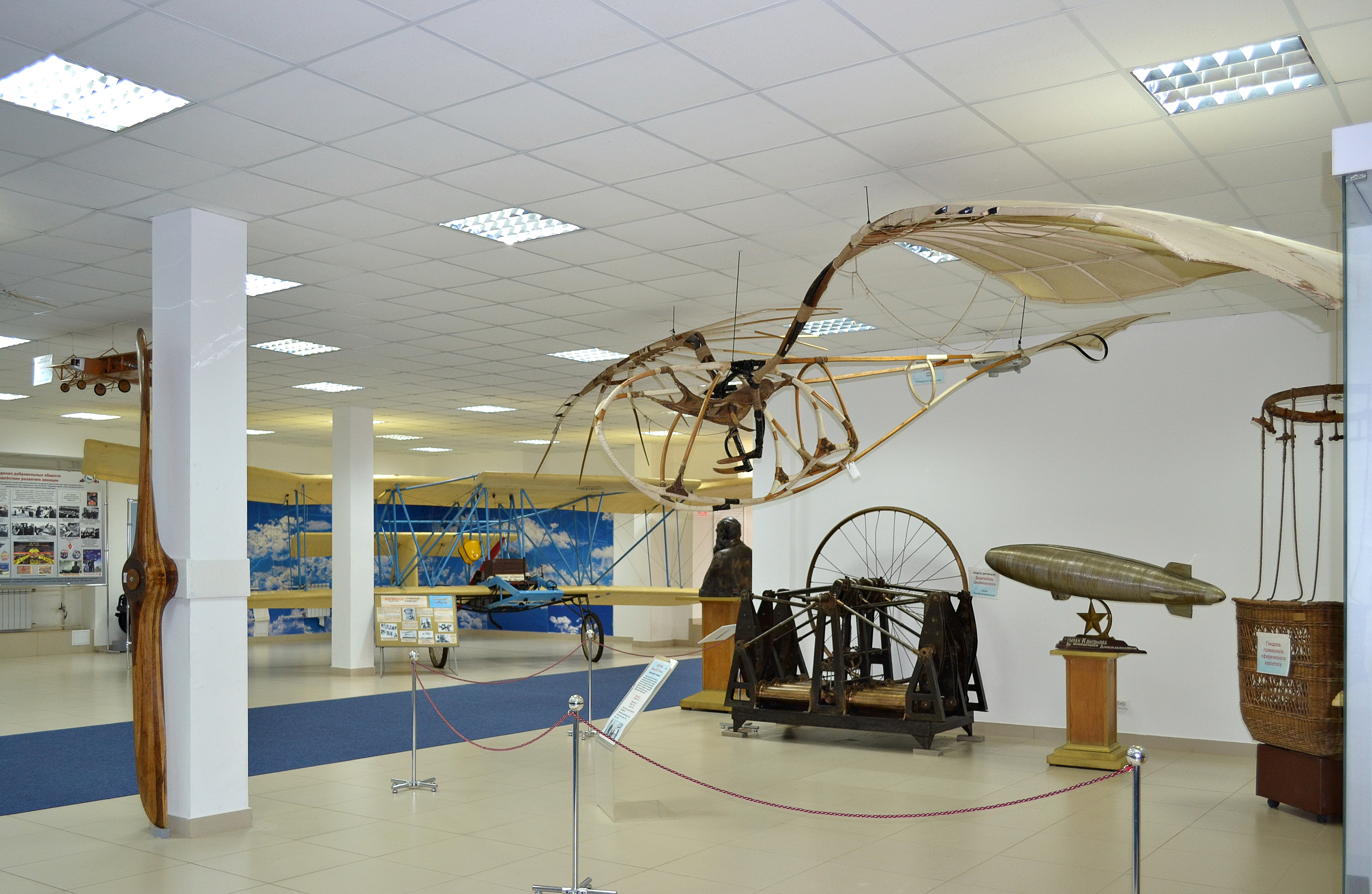
Центральный музей Военно-воздушных сил РФ в посёлке Монино

## Виды туризма в Московской области

### Культурно-познавательный туризм
Город Сергиев Посад входит в туристский маршрут «Золотое кольцо России», проходящий по древним городам Северо-Восточной Руси, в которых сохранились уникальные памятники истории и культуры России, центрам народных ремёсел.
Ансамбль Троице-Сергиевой Лавры в городе Сергиев Посад включен в Список всемирного наследия и включает в себя 60 объектов культурного наследия.
По состоянию на 2016 год на территории Московской области действовало 83 музейных комплекса, 4 из которых являются федеральными музеями.

### Промышленный туризм
В Московской области объектами промышленного туризма являются фабрика мороженого «Чистая линия», Ногинский хладокомбинат, Кондитерская фабрика «РотФронт».

### Событийный туризм
Среди событий исторической направленности проходящих в Московской области стоит отметить «День победы под Бородино».
Международный авиационно-космический салон, проводящийся с периодичностью раз в два года в городе Жуковском, на аэродроме «Раменское» ЛИИ имени М. М. Громова является одним из крупнейших технических салонов проводимых в России. Пиковая посещаемость данного мероприятия превышала 600 тысяч человек
В 2016 году четыре туристических проекта Московской области стали лауреатами национальной премии в области событийного туризма «Russian Event Awards». Первое место в номинации «Лучшее туристическое событие исторической направленности» заняли военно-исторический фестиваль «Душоновские манёвры», который проводится на территории Щелковского муниципального района, а второе место в этой же номинации занял ежегодный международный фестиваль исторической реконструкции «Зарайский ратный сбор». Специальный диплом в номинации «Лучшее туристическое событие в области гастрономического туризма» получил открытый летний фестиваль «ВАР-ВАРЕНЬЕ». Третье место в категории «Лучшее детское туристическое событие» досталось фестивалю «Парад колясок», который проводится на территории парка «Дракино».

### Этнокультурный туризм
В городе Хотьково Сергиево-Посадского района Московской области располагается туристский комплекс «Этно-парк „Кочевник“» с верблюжьей фермой. Также в области расположен этнокультурный комплекс «Берендеево царство».

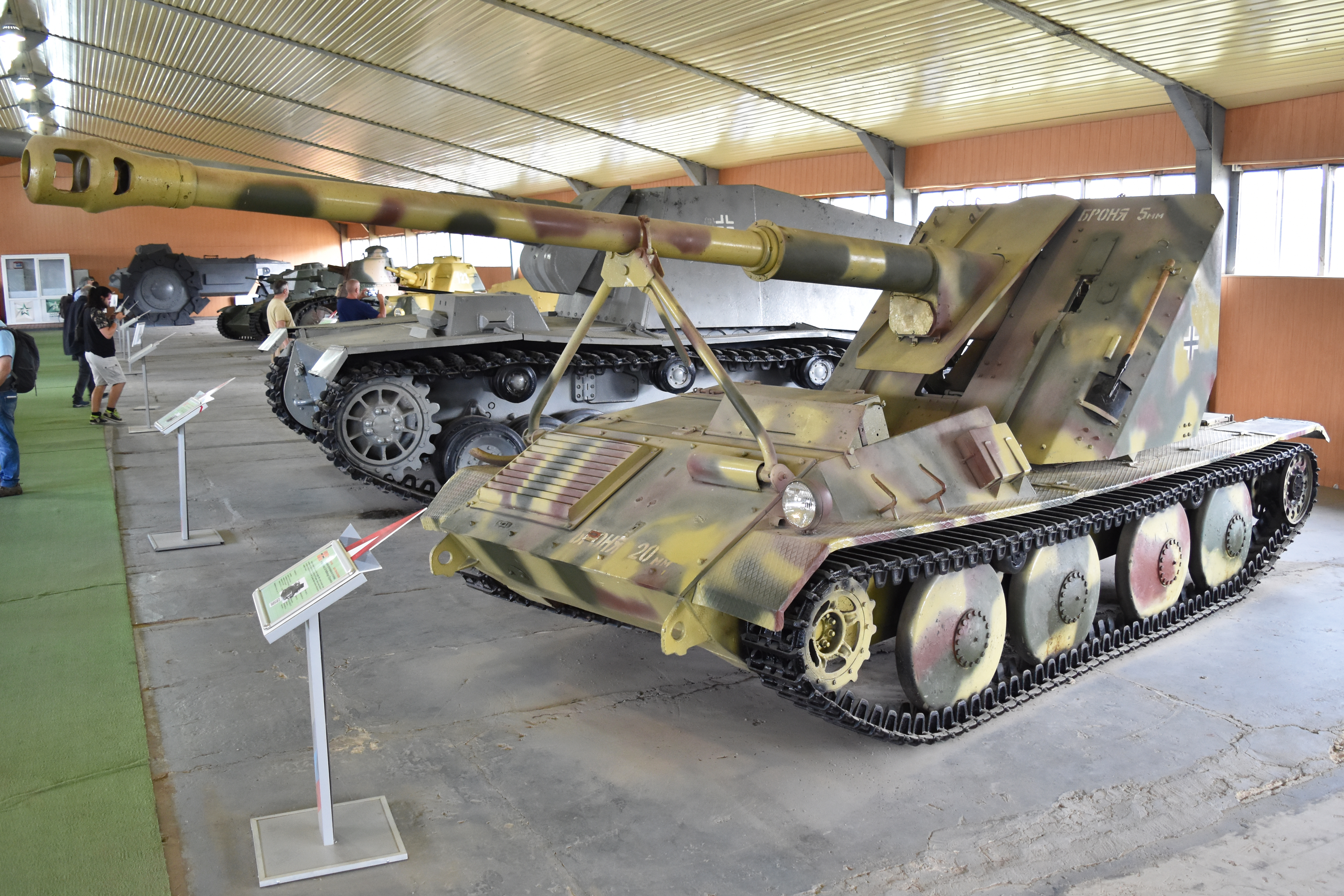
Бронетанковый музей в Кубинке
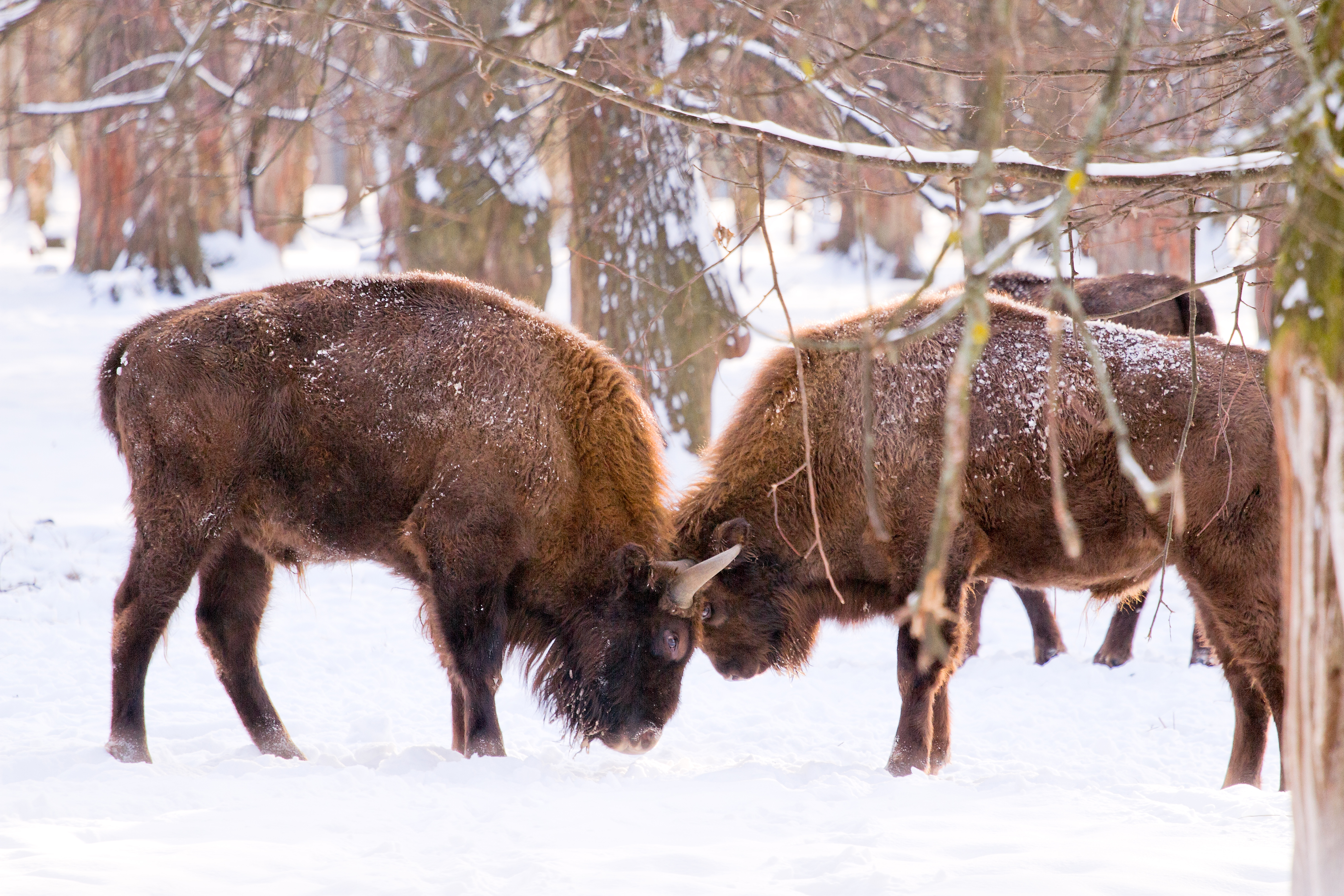
Зубры в Приокско-Террасном заповеднике
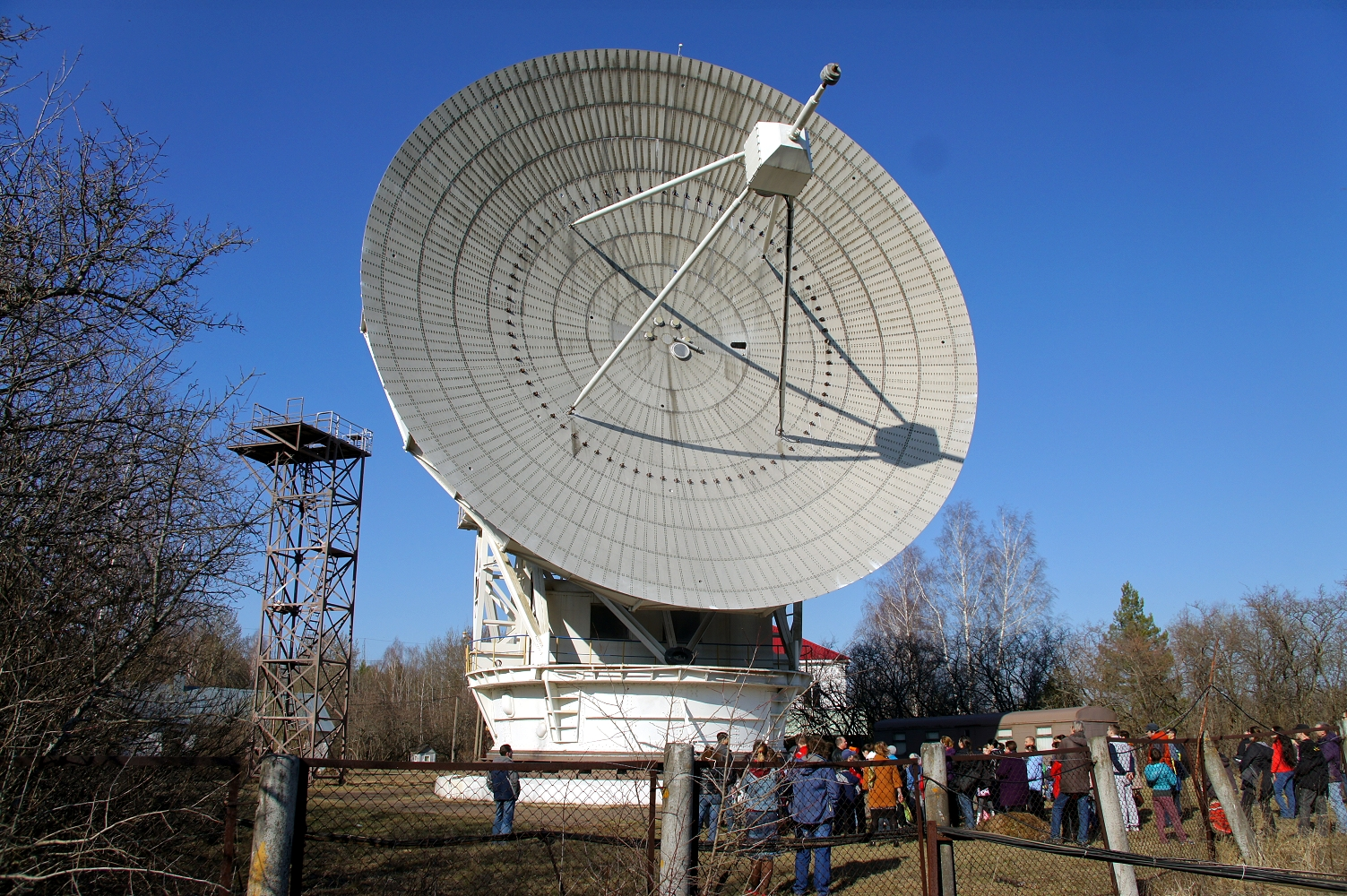
Пущинская радиоастрономическая обсерватория. Радиотелескоп RT-22 - один из старейших в России
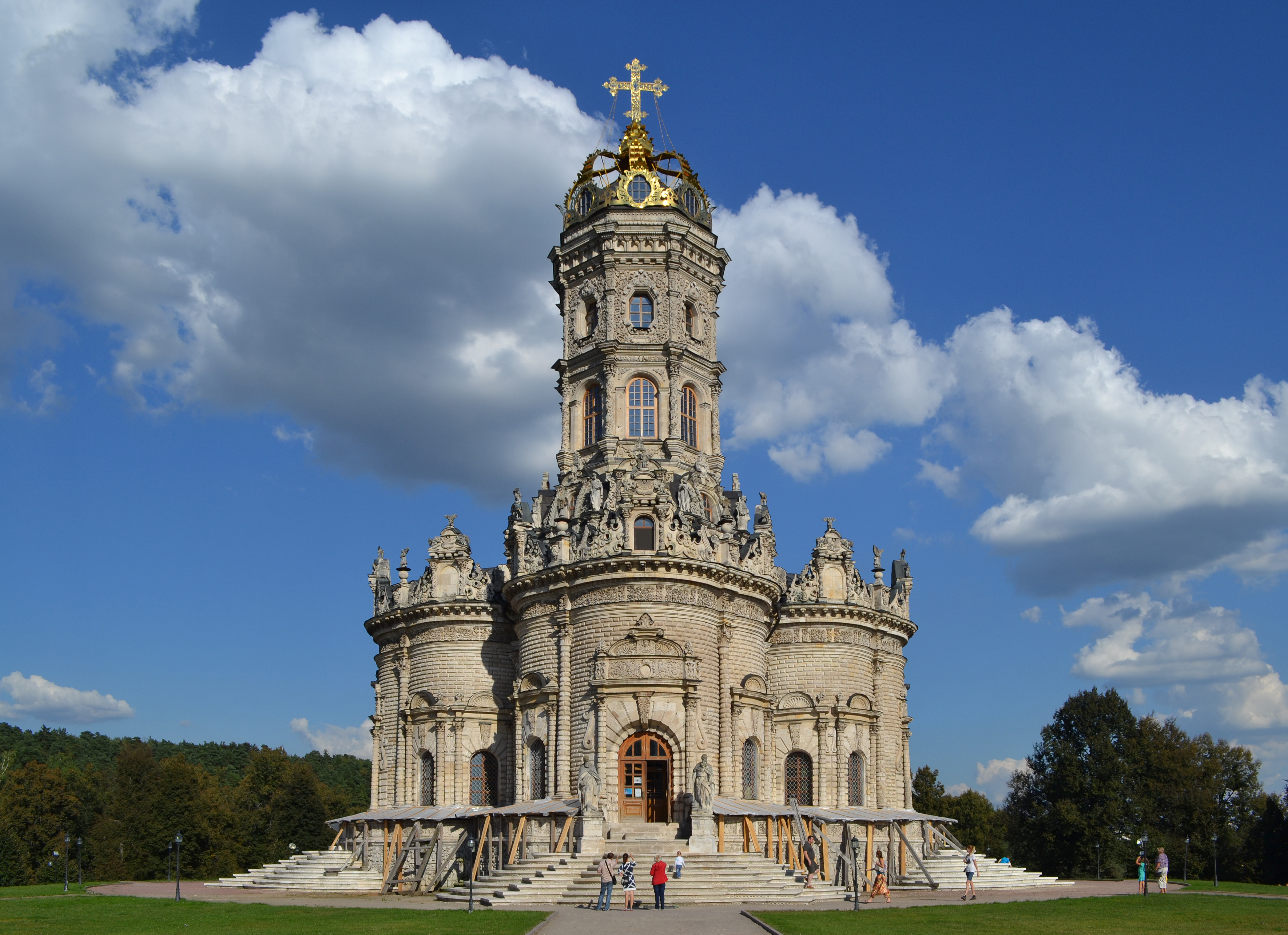
Знаменская церковь в посёлке Дубровицы

### Экологический туризм
Расположенные в Московской области национальный природный парк «Лосиный остров» и Приокско-Террасный биосферный заповедник являются одними из наиболее популярных у туристов особо охраняемых природных территорий России.
В 2019 году в Московской области начала действие Программа создания парковых территорий в лесах, которая предполагает благоустройство лесных массивов, прилегающих к населенным пунктам для создания условий для цивилизованного и безопасного экотуризма. Первые пять комплексных парков организованы в Мытищах, Черноголовке, Люберцах, Подольске и Одинцовском округе.

### Лечебно-оздоровительный туризм
Московская область является лидером по числу объектов рекреационной инфраструктуры для лечебно-оздоровительного и восстановительно-оздоровительного туризма, включая более 200 пансионатов и баз отдыха и около 150 санаторно-курортных учреждений, многие из которых расположены в бывших усадебных комплексах. В первую очередь услугами этих учреждений пользуются жители Москвы.
Курортно-оздоровительный комплекс Московской области включает свыше 1000 объектов рекреации (санаториев, домов отдыха, пансионатов, детских оздоровительных лагерей и др.).
С 2000-х годов началось строительство таких современных комплексов отдыха как загородные отели, специализирующиеся на SPAуслугах, и дачные отели.

### Сельский туризм
Основу агротуризма в Московской области составляет природный потенциал, включающий в себя лесные и водные ресурсы области. Лесные ресурсы, в основном, сосредоточены в Одинцовском, Дмитровском, Сергиево-Посадском, Можайском, Клинском и Талдомском районах. Водные ресурсы — в Можайском, Талдомском, Мытищинском, Каширском, Озерском и Истринском районах.
Наиболее известные агротуристские комплексы в Московской области: «Кузнецово» (д. Кузнецово, Клинский район), ферма Дмитрия Климова и Андрея Овчинникова (д. Курово, Истринский район), ферма «Лесная цесарка» (п. Лунево, Солнечногорский район), фермерское хозяйство «Машенька» (д. Плотихино, Сергиево-Посадский район), экоферма «Коновалово» (д. Степаньково, Шаховской район), крестьянско-фермерское хозяйство «Ольгино» (с. Федцово, Волоколамский район).
Среди основных направлений сельского туризма в Московской области: верховая езда, охотничьи и рыболовные туры на базе хозяйств и рыбоводческих организаций Московской области, экскурсий для детей и взрослых в крестьянских фермерских хозяйствах и личных подсобных хозяйствах, туры в сельскую местность с проживанием в гостевых домах и на базах отдыха, дегустация традиционных блюд, участие в сельскохозяйственных работах и обучение ремеслу.

### Яхтенный туризм
В Московской области расположено множество яхт-клубов, в основном на водохранилищах, связанных каналом имени Москвы. Здесь сосредоточено 80 % яхтинга, дальнейшее развитие которого начинает сдерживаться небольшими размерами водоёмов и загруженностью водных путей.

### Спортивный туризм
В окрестностях Яхромы, на склонах Клинско-Дмитровской гряды, действуют горнолыжные курорты («Волен», «Яхрома», «Сорочаны»); в области насчитывается более 10 горнолыжных комплексов. В Московской области функционирует ряд спортивно-развлекательных парков («Дракино» в Серпуховском районе, «Огниково» в Истринском и др.).

### Гастрономический туризм
В 2016 году специальный диплом национальной премии в области событийного туризма «Russian Event Awards» в номинации «Лучшее туристическое событие в области гастрономического туризма» получил открытый летний фестиваль «ВАР-ВАРЕНЬЕ».
В рамках гастрономические туров по Московской области туристы имеют возможность посетить козью ферму «Коза ностра», крестьянско-фермерское хозяйство «Хлебникoff» (Талдомский район), музей русского десерта (Звенигород), музей-пекарню «Акри» (Ступино), музей «Коломенская пастила» (Коломна), музей «Калачная» (Коломна). В комплексе отдыха «Усадьба „Пешково“» отдыхающие могут продегустировать блюда, приготовленные по записям кухарки Антона Павловича Чехова и кулинарным книгам конца XIX века. Гастрономические события представлены праздником пастилы (Коломна), праздником русского холодца (Павловский Посад), фестивалем «Царская уха в Белоомуте» (Луховицкий район), ярмаркой-фестивалем «Лука-море» (Коломенский район).

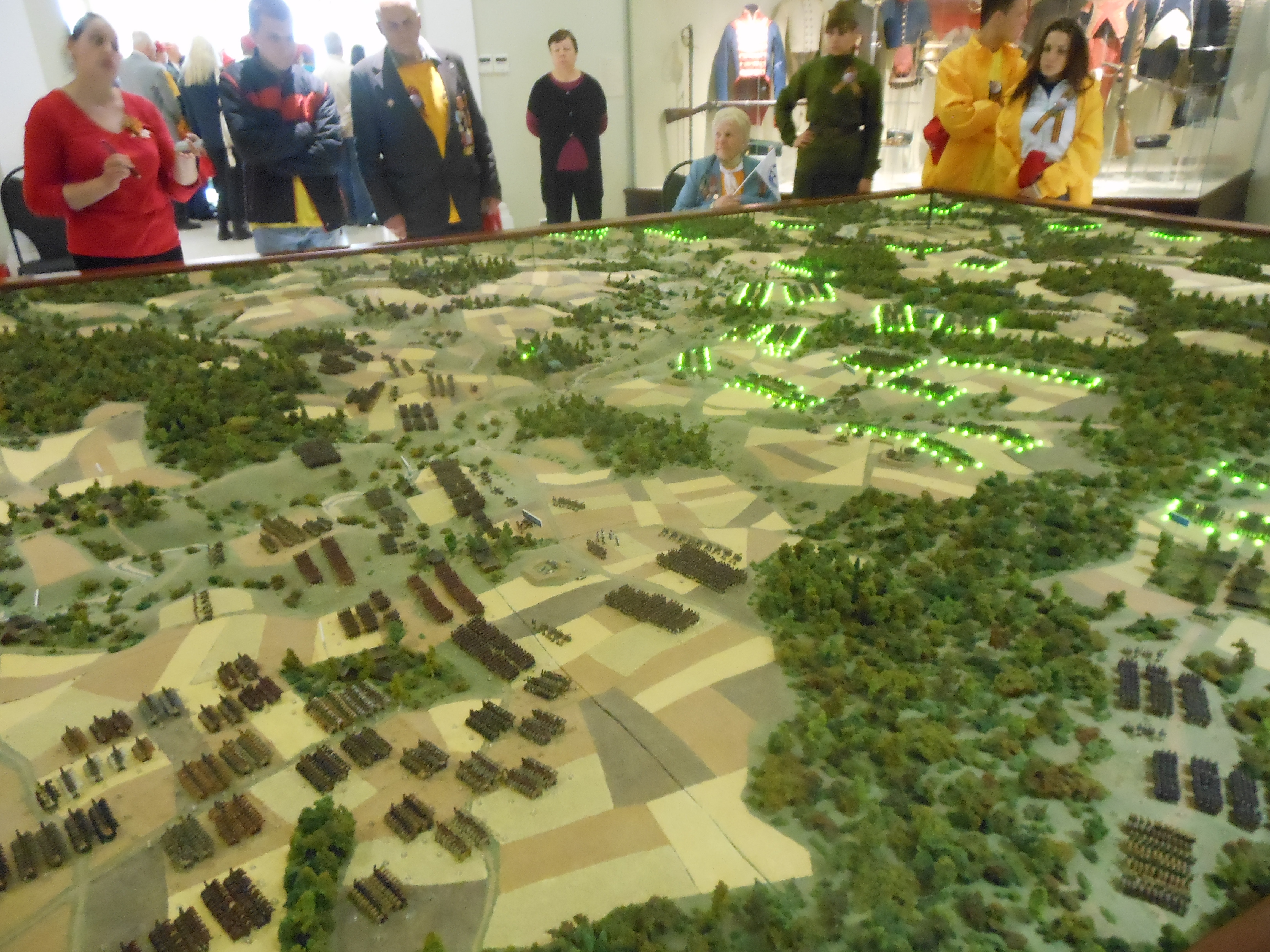
Бородинский военно-исторический музей-заповедник
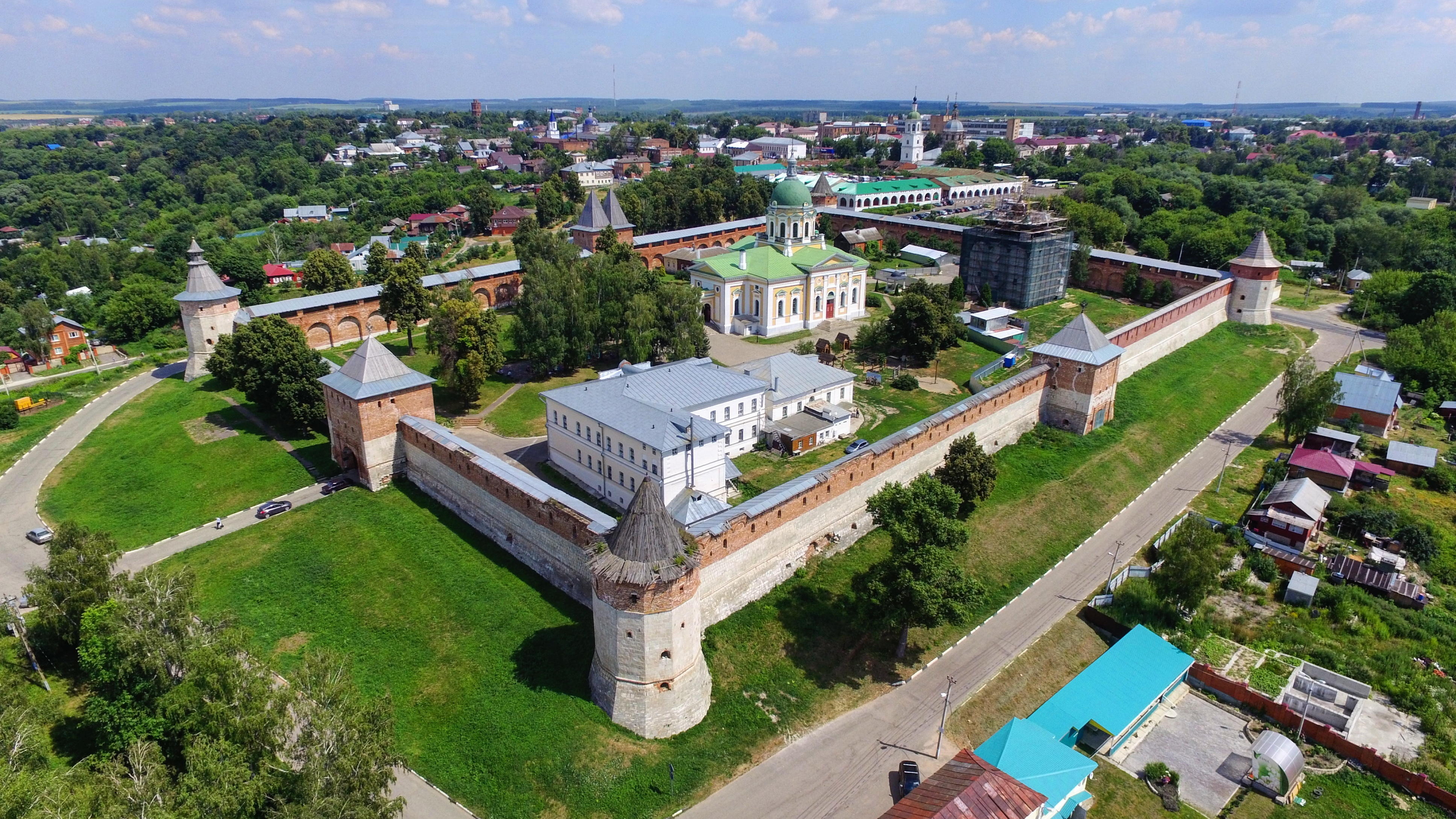
Зарайский кремль
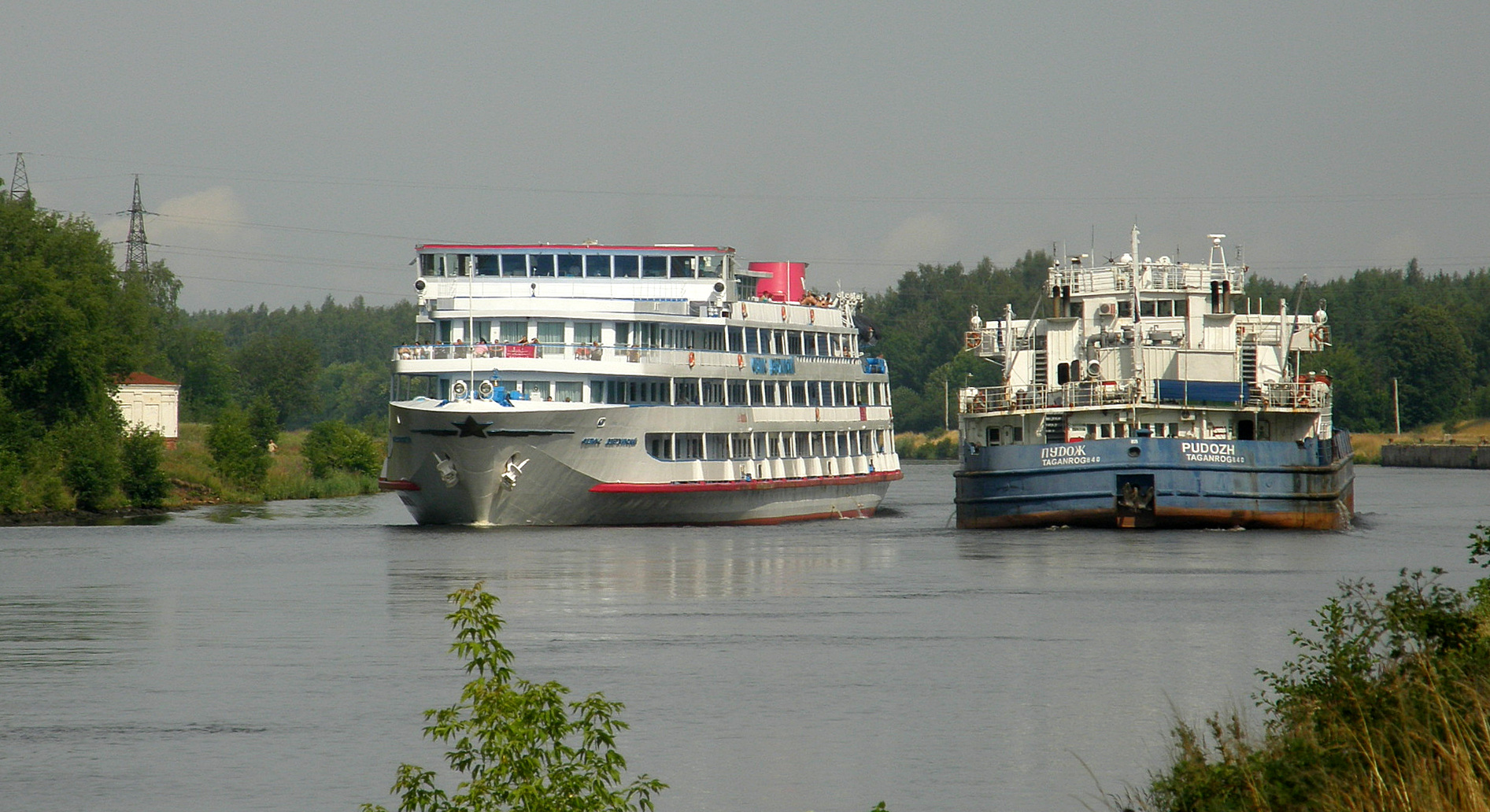
Канал имени Москвы. Теплоходы «Пудож» и «Феликс Дзержинский» в Запрудне
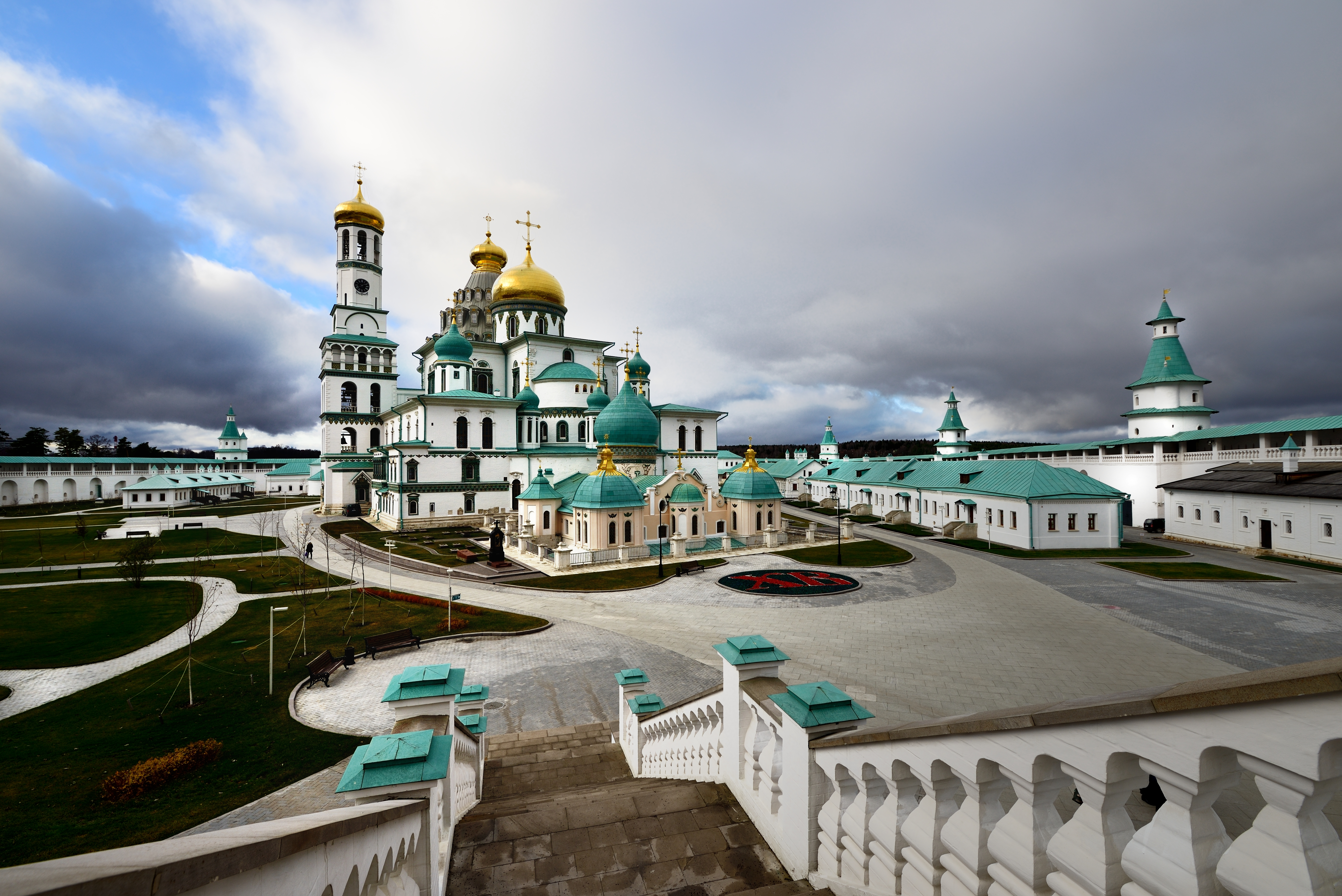
Новоиерусалимский монастырь